# Stanisław Żółkiewski
Stanisław Żółkiewski (Turynka, 1547 – Iași, 7 ottobre 1620) fu un importante nobile polacco, poi magnate, che comandò le armate della Confederazione Polacco-Lituana in vittoriose campagne contro la Moscovia, l'Impero ottomano ed i Tartari di Crimea.
Tra i suoi titoli ed incarichi più prestigiosi si annoverano quello di etmano di Campo della Corona (dal 1588), castellano di Leopoli (dal 1590), voivoda (principe) di Kiev, grande etmano (dal 1613) e gran cancelliere della Corona Polacca (dal 1618).
Nella storia militare occidentale, Żółkiewski è ricordato come il primo europeo ad aver invaso la Russia e l'unico ad essere riuscito nella conquista della capitale Mosca.

## Origini e formazione

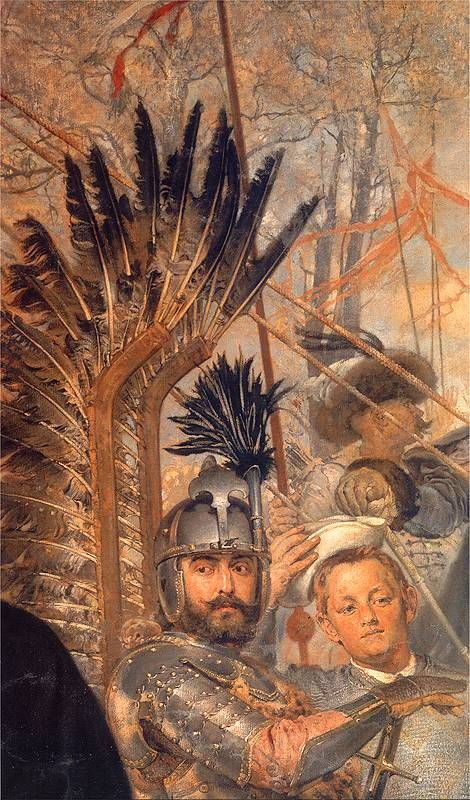
Stanisław Żółkiewski e Baldassarre Báthory nel seguito di re Stefan Batory a Pskov - particolare del quadro di Jan Matejko.

Figlio di Stanisław Żółkiewski e Zofia Żółkiewska, il giovane Stanisław nacque nel piccolo centro di Turynka, presso Leopoli, e si formò alla scuola del grande centro ucraino. Cominciò la sua carriera politica come segretario di re Stefano Báthory. Si distinse nella Prima guerra del nord (1579-1582) combattendo sotto l'etmano Jan Zamoyski, il più potente alleato del re Báthory. Nominato egli stesso etmano nel 1588, Stanisław iniziò ad ammassare cariche e titoli: castellano di Leopoli nel 1590, divenne poi voivoda (principe) di Kiev. Nel biennio 1594-1596 sedò le rivolte dei Cosacchi di Severyn Nalyvajko.

## La Guerra dei Magnati e la guerra con la Moscovia
Come per molti altri suoi contemporanei, Stanisław Żółkiewski legò le sue fortune al grande conflitto che vide la Confederazione Polacco-Lituana estendere la sua sfera d'influenza fino al Danubio: la Guerra dei Magnati di Moldavia avviata dall'ormai grande etmano Jan Zamoyski nel 1595.
Nel 1599, quando Zamoyski difese il trono del voivoda moldavo Ieremia Movilă contro il voivoda valacco Michele il Coraggioso, Żółkiewski difese per conto del grande etmano la Pocuzia, territorio moldavo preteso da Michele ma preventivamente occupato dalle truppe polacco-lituane.
La scomparsa di Zamoyski nel 1605 liberò il campo per la definitiva ascesa di Żółkiewski che, come il suo predecessore, gestì in prima persona le più importanti scelte di politica estera della Confederazione nel suo tempo. Nel 1607 Stanisław Żółkiewski sedò la Rivolta di Zebrzydowski, stroncando i ribelli nella Battaglia di Guzów. Nel 1610 riscosse un'altra importante vittoria nella Battaglia di Klušino contro i Russi; vittoria che gli permise di assediare Mosca e di catturare lo zar Vasilij Šujskij. Diede quindi il suo appoggio alla candidatura di Ladislao IV di Polonia quale nuovo Zar.
Sin dal 1612 Żółkiewski fu maestro e mentore di Stanisław Koniecpolski, futuro etmano dai grandi successi. Proprio nel 1612 Żółkiewski guidò le truppe della Confederazione in territorio ucraino, aprendo una nuova fase nella partecipazione polacca alla Guerra dei Magnati di Moldavia. Presso Chotyn, Żółkiewski convinse il voivoda moldavo Ștefan II Tomșa, già vincitore sulle truppe polacche del magnate Stefan Potocki nella Battaglia di Sasowy Róg, a cessare le ostilità.
Nel 1613 Żółkiewski divenne grande etmano della Corona. Nel 1616 tornò a porre mano alla questione moldava, per pacificare il conflitto riacceso dai magnati desiderosi di occupare la Moldavia. Nel 1617, nonostante l'età avanzata, fronteggiò il massiccio esercito ottomano agli ordini di Iskander Pasha e siglò il Trattato di Busza, impegnandosi ad impedire future aggressioni polacche ai danni della sovranità moldava.
Nel 1618, ormai divenuto gran cancelliere della Corona, Żółkiewski tentò di convincere il nuovo voivoda di Transilvania, Gabriele Bethlen, a non intervenire al fianco dei protestanti nella Guerra dei trent'anni. L'anno successivo aprì i contatti con il nuovo voivoda di Moldavia, Kaspar Graziani, decisosi a misconoscere il vassallaggio nei confronti del nuovo sultano, il giovane Osman II.

## L'ultima battaglia

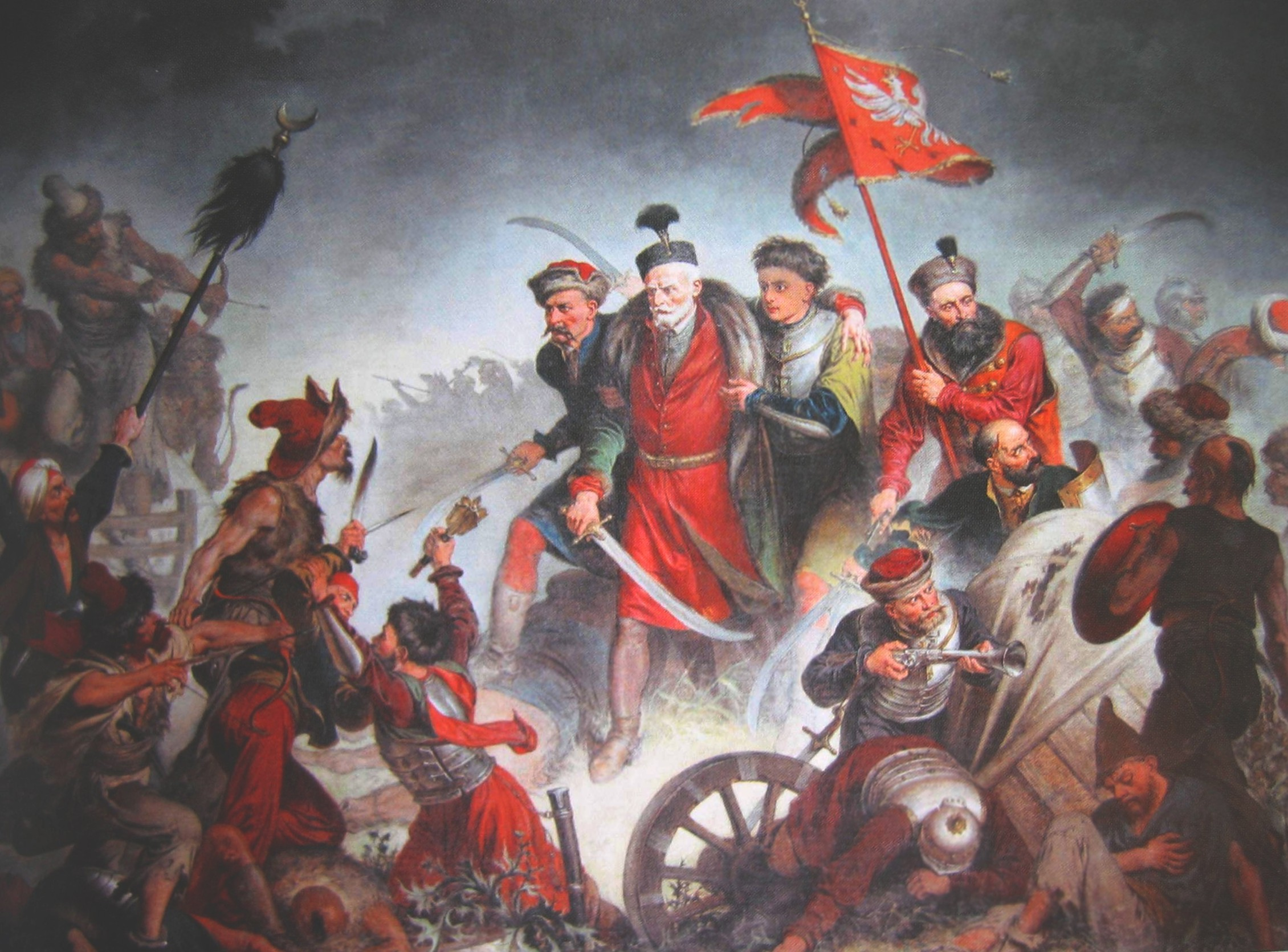
La morte di Stanisław Żółkiewski a Cecora - Walery Eljasz-Radzikowski.

All'inizio di settembre 1620, Żółkiewski e Stanisław Koniecpolski radunarono 8000 uomini e mossero verso sud per affrontare i 22.000 turchi al comando di Iskander Pascià. I due eserciti si affrontarono nella Battaglia di Cecora, sul fiume Prut. Lo scontro si protrasse per diversi giorni. Costretto a ritirarsi, Żółkiewski riuscì a mantenere integre le sue forze fino al confine confederato, ove i suoi uomini si dispersero divenendo facile preda delle forze ottomane.
Żółkiewski restò ucciso il 7 ottobre, durante le ultime fasi della ritirata polacca. Il corpo dell'anziano etmano, caduto nelle mani dei turchi, venne smembrato e la sua testa spedita a Istanbul come trofeo di guerra. Il macabro trofeo venne riscattato dalla vedova di Żółkiewski, catturata con i figli durante la battaglia. L'eredità di Stanisław passò a suo figlio Jakub Sobieski il cui erede, Jan, sarebbe divenuto grande etmano nel 1667 e re di Polonia nel 1676.
Il corpo di Stanisław Żółkiewski riposa nella chiesa di San Lorenzo a Żółkiew (attuale Žovkva) in Ucraina: una città fondata dallo stesso Żółkiewski.

### Fonti
- Naima, M. (XVII secolo), Annals of the Turkish Empire from 1591 to 1659 of the Christian Era, ed. Fraser, C. [a cura di] (1832), Londra, v. I.
- Żółkiewski, Stanisław (XVII secolo), Początek i progres wojny moskiewskiej (it. "Dell'avvio e della conclusione della Guerra Moscovita"), ed. Stephen, M.W. [a cura di] (1959), Polonica Publications.

### Studi
- AAVV (1994), Hetmani Rzeczypospolitej Obojga Narodów, Bellona (Varsavia), ISBN 83-11-08275-8.
- Kozlowski, Stanislaw Gabryel (1904), Life of Stanislaus Zolkiewski, Cracovia, .
- Mikoś], Michael J. (1996), Polish Baroque and Enlightenment Literature: An Anthology, Columbus-Bloomington, ISBN 0-89357-266-7.